# Бернау бај Берлин
Бернау код Берлина град је у немачкој савезној држави Бранденбург. Једно је од 24 општинска средишта округа Барним. Према процени из 2010. у граду је живело 36.059 становника. Поседује регионалну шифру (AGS) 12060020.

## Географски и демографски подаци
Бернау код Берлина се налази у савезној држави Бранденбург у округу Барним. Град се налази на надморској висини од 68 метара. Површина општине износи 103,7 km². У самом граду је, према процени из 2010. године, живело 36.059 становника. Просечна густина становништва износи 348 становника/km².

## Међународна сарадња
| Мјесто    | Држава | Врста сарадње | Од    |
| --------- | ------ | ------------- | ----- |
| Сквјежина | Пољска | партнерство   | 2004. |
| Извор     |        |               |       |